# Стефан Аличков
Стефан Антонов Аличков е български футболист, защитник, състезател на ФК Чавдар (Етрополе).

## Кратка спортна биография
Аличков е роден в София през 1997 година. От ранна възраст започва да тренира футбол в ДЮШ на ПФК Левски (София). Смятан за един от най-големите таланти на школата. През 2016 година напуска Левски в посока ФК Сливнишки герой.
През 2017 година преминава в тима на ПФК Локомотив (София), където остава един сезон. От 2018 година е част от първодевизионния ФК Верея (Стара Загора). През 2019 година преминава във ФК Балкан (Ботевград), а по-късно и в отборите на ПФК Спортист (Своге) и Гранит (Владая).
През 2021 година се завръща във ФК Сливнишки герой (Сливница). През лятото на 2022 година преминава в отбора на ФК Чавдар (Етрополе).